# Honey Pie
«Honey Pie» —en español: «Pastel de Miel»— es una canción del grupo británico The Beatles, de su álbum de 1968 The Beatles (conocido como el White Album). Si bien está acreditada a Lennon-McCartney, fue compuesta en su totalidad por Paul McCartney. A pesar de la similitud del título, la canción no está relacionada con «Wild Honey Pie» del mismo álbum.

## Origen
La situación social de la zona donde se formaron los Beatles no era muy buena, sobre todo durante su niñez ya que Inglaterra salía de una depresión de guerra que no permitía que los habitantes de Liverpool tuvieran acceso fácilmente a un nivel de vida de clase media, las distracciones que se podían permitir según sus ingresos eran pocas y más que nada se orientaban hacia la música interpretada en reuniones familiares, las canciones que se cantaban solían ser viejas canciones de la primera guerra mundial o de los años 20.
McCartney adquirió entonces un gusto por las melodías de este tipo, al punto que no perdía oportunidad para recordarlas o para componerlas, la nostalgia que llenaba las reuniones familiares de aquel entonces tenía que mostrarse en esta canción con todo el estilo de una música que en verdad llegó para quedarse.

## Interpretación
La canción es un homenaje directo al estilo de música británica music hall. La canción trata en su mayoría de la historia de una actriz famosa, conocida a través del hipocorístico «Honey Pie», que se hace famosa en los Estados Unidos, y su antiguo amante, que desea reunirse con él en Inglaterra. La canción fue dedicada a su novia Linda Eastman.

## Grabación
The Beatles comenzaron a grabar «Honey Pie» el 1 de octubre de 1968, en los Trident Studios en Wardour Street de Londres.
Solo una toma fue grabada en el primer día, aunque es probable que un número mayor de intentos de ensayos habían sido grabados. Al día siguiente, McCartney grabó su voz, y una parte de la guitarra fue añadida. Según George Harrison, John Lennon tocaba el solo de guitarra.

## Personal[2]
- Paul McCartney: piano (Bechstein Grand) y voz.
- John Lennon: guitarra eléctrica (Epiphone Casino).
- George Harrison: bajo (Fender Bass VI).
- Ringo Starr: batería (Ludwig Super Classic).
- Dennis Walton: saxofón.
- Ronald Chamberlain: saxofón.
- Jim Chester: saxofón.
- Rex Morris: saxofón.
- Harry Klein: saxofón.
- Raymond Newman: clarinete.
- David Smith: clarinete.